# Bồ nông Úc

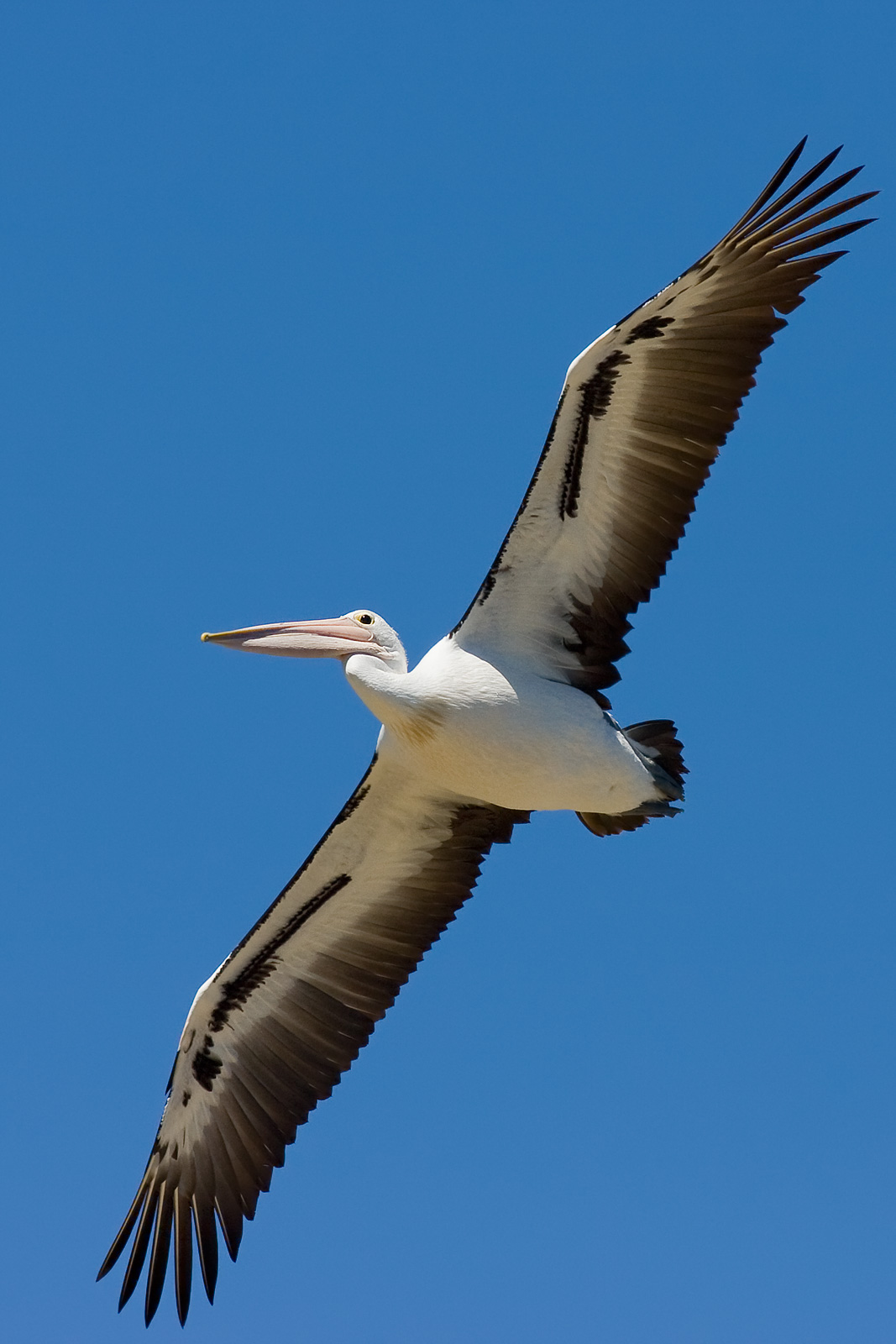
Bồ nông Úc đang bay

Bồ nông Úc (danh pháp hai phần: Pelecanus conspicillatus) là một loài chim nước lớn, phân bố rộng rãi trên các vùng nước nội địa và ven biển của Úc và New Guinea, cũng như ở Fiji, một số khu vực của Indonesia và đến tận New Zealand.
Bồ nông Úc lần đầu tiên được mô tả bởi nhà tự nhiên học Hà Lan Coenraad Jacob Temminck năm 1824. Danh pháp cụ thể của nó có nguồn gốc từ tiếng Latinh conspicere động từ "nhận thức", do đó "dễ thấy".
Bồ nông Úc có kích thước trung bình theo tiêu chuẩn bồ nông: dài 1,6-1,8 m (5,3–6 ft) với sải cánh dài 2,3-2,5 m (7,6-8,3 ft) và trọng lượng 4–13 kg (29/09 lb). Nó có màu chủ yếu là màu trắng với màu đen dọc theo gốc cánh. Mỏ màu hơi hồng nhạt và có kích thước rất lớn, thậm chí theo tiêu chuẩn bồ nông, và là loài chim có mỏ lớn nhất. Mỏ có kích thước kỷ lục dài 49 cm (19,5 in).